# Gnathia piscivora
Gnathia piscivora är en kräftdjursart som beskrevs av Ilan Paperna och Por 1977. Gnathia piscivora ingår i släktet Gnathia och familjen Gnathiidae. Inga underarter finns listade i Catalogue of Life.